# Grécia nos Jogos Olímpicos de Verão de 1972
Grécia competiu  nos Jogos Olímpicos de Verão de 1972, realizados em Munique, na então Alemanha Ocidental. 
Foi a 17ª aparição do país nos Jogos Olímpicos, onde foi representado por 60 atletas, sendo 58 homens e duas mulheres, que competiram em nove esportes. A delegação grega obteve duas medalhas de prata em Munique, com Ilias Hatzipavlis na vela e Petros Galaktopoulos na luta greco-romana.

## Competidores
Esta foi a participação por modalidade nesta edição:
| Esporte        | Masculino | Feminino | Total |
| -------------- | --------- | -------- | ----- |
| Atletismo      | 12        | 0        | 12    |
| Boxe           | 4         | 0        | 4     |
| Esgrima        | 3         | 0        | 3     |
| Halterofilismo | 4         | 0        | 4     |
| Lutas          | 9         | 0        | 9     |
| Natação        | 3         | 2        | 5     |
| Polo aquático  | 11        | 0        | 11    |
| Tiro           | 5         | 0        | 5     |
| Vela           | 7         | 0        | 7     |
| Total          | 58        | 2        | 60    |

## Medalhas
| Atleta               | Esporte | Evento                           | Medalha |
| -------------------- | ------- | -------------------------------- | ------- |
| Ilias Hatzipavlis    | Vela    | Finn                             | Prata   |
| Petros Galaktopoulos | Lutas   | Greco-romana até 74 kg masculino | Prata   |

## Desempenho

### Atletismo
Masculino
Eventos de pista
| Atleta                    | Evento              | Eliminatórias | Eliminatórias | Quartas de final | Quartas de final | Semifinal   | Semifinal   | Final       | Final       | Ref.  |
| Atleta                    | Evento              | Tempo         | Pos.          | Tempo            | Pos.             | Tempo       | Pos.        | Tempo       | Pos.        | Ref.  |
| ------------------------- | ------------------- | ------------- | ------------- | ---------------- | ---------------- | ----------- | ----------- | ----------- | ----------- | ----- |
| Vasilios Papageorgopoulos | 100 m               | 10.24 Q       | 1º/bat. 10    | 10.45 Q          | 3º/bat. 5        | DNS         | DNS         | Não avançou | Não avançou | [ 3 ] |
| Kyriakos Onisiforou       | 400 m               | 46.94 Q       | 3º/bat. 8     | 47.22            | 8º/bat. 4        | Não avançou | Não avançou | Não avançou | Não avançou | [ 4 ] |
| Spilios Zakharopoulos     | 1500 m              | 3:43.8 Q      | 2º/bat. 3     | —                | —                | 3:43.5      | 8º/bat. 1   | Não avançou | Não avançou | [ 5 ] |
| Stavros Tziortzis         | 400 m c/barreiras   | 50.54 Q       | 2º/bat. 4     | —                | —                | 50.06 Q     | 4º/bat. 2   | 49.66       | =6º         | [ 6 ] |
| Spyridon Kontosoros       | 3000 m c/obstáculos | 8:41.0        | 8º/bat. 4     | —                | —                | —           | —           | Não avançou | Não avançou | [ 7 ] |
| Panagiotis Nakopoulos     | 3000 m c/obstáculos | 8:48.4        | 10º/bat. 3    | —                | —                | —           | —           | Não avançou | Não avançou | [ 7 ] |

Eventos de campo
| Atleta                 | Evento                | Eliminatórias | Eliminatórias | Final       | Final       | Ref.   |
| Atleta                 | Evento                | Marca         | Pos.          | Marca       | Pos.        | Ref.   |
| ---------------------- | --------------------- | ------------- | ------------- | ----------- | ----------- | ------ |
| Vasilios Papadimitriou | Salto em altura       | 2.15 Q        | =3º           | 2.15        | =12º        | [ 8 ]  |
| Ioannis Kousoulas      | Salto em altura       | 2.12          | 26º           | Não avançou | Não avançou | [ 8 ]  |
| Christos Papanikolaou  | Salto com vara        | 5.00 q        | 13º           | 5.00        | 11º         | [ 9 ]  |
| Loukas Louka           | Arremesso de peso     | 17.48         | 25º           | Não avançou | Não avançou | [ 10 ] |
| Stavros Moutaftsidis   | Lançamento de martelo | 67.22 Q       | 13º           | 68.30       | 15º         | [ 11 ] |
| Georgios Georgiadis    | Lançamento de martelo | 63.58         | 26º           | Não avançou | Não avançou | [ 11 ] |

### Boxe
| Atleta                  | Evento     | Fase de 64           | Fase de 32           | Oitavas de final     | Quartas de final     | Semifinal            | Final                | Final       | Ref.   |
| Atleta                  | Evento     | Adversário Resultado | Adversário Resultado | Adversário Resultado | Adversário Resultado | Adversário Resultado | Adversário Resultado | Pos.        | Ref.   |
| ----------------------- | ---------- | -------------------- | -------------------- | -------------------- | -------------------- | -------------------- | -------------------- | ----------- | ------ |
| Angelos Theotokatos     | Pena       | ETH Yemane V 5–0     | USA Self D 0–5       | Não avançou          | Não avançou          | Não avançou          | Não avançou          | Não avançou | [ 12 ] |
| Panagiotis Therianos    | Meio-médio | —                    | GDR Wolke D 1–4      | Não avançou          | Não avançou          | Não avançou          | Não avançou          | Não avançou | [ 13 ] |
| Evangelos Oikonomakos   | Supermédio | —                    | PHI Aquilino V 5–0   | FRG Kottysch D 0–5   | Não avançou          | Não avançou          | Não avançou          | Não avançou | [ 14 ] |
| Athanasios Giannopoulos | Médio      | —                    | TUR Kuran D RSC-2    | Não avançou          | Não avançou          | Não avançou          | Não avançou          | Não avançou | [ 15 ] |

### Esgrima
Masculino
| Atleta                | Evento             | Primeira fase                                                                                           | Primeira fase | Segunda fase                                                                                     | Segunda fase | Quartas de final     | Quartas de final | Semifinal            | Semifinal   | Final                | Final       | Ref.   |
| Atleta                | Evento             | Adversário Resultado                                                                                    | Pos.          | Adversário Resultado                                                                             | Pos.         | Adversário Resultado | Pos.             | Adversário Resultado | Pos.        | Adversário Resultado | Pos.        | Ref.   |
| --------------------- | ------------------ | --- | ------------- | ------------------------------------------------------------------------------------------------ | ------------ | -------------------- | ---------------- | -------------------- | ----------- | -------------------- | ----------- | ------ |
| Andreas Vgenopoulos   | Florete individual | JPN Uehara D 3–5 HUN Kamuti D 0–5 ARG Saucedo D 3–5 ROM Mureșanu D 4–5 FRG Hein V 5–4 LIB Sleiman V 5–4 | 6º (Gr. 3)    | Não avançou                                                                                      | Não avançou  | Não avançou          | Não avançou      | Não avançou          | Não avançou | Não avançou          | Não avançou | [ 16 ] |
| Andreas Vgenopoulos   | Espada individual  | HUN Kulcsár D 4–5 CAN Wiedel D 2–5 SUI Loetscher D 4–5 USA Netburn D 4–5 DEN Kemnitz D 0–5              | 6º (Gr. 3)    | Não avançou                                                                                      | Não avançou  | Não avançou          | Não avançou      | Não avançou          | Não avançou | Não avançou          | Não avançou | [ 17 ] |
| Panagiotis Dourakos   | Espada individual  | GBR Paul D 4–5 MON Seneca V 5–4 USA Melcher V 5–2 LUX Anen E 5–5 POL Nielaba D 4–5                      | 2º (Gr. 9) Q  | SUI Loetscher D 4–5 FRA Jeanne D 3–5 NOR Von Krogh D 4–5 DEN Münster V 5–3 MEX Castillejos D 3–5 | 5º (Gr. 8)   | Não avançou          | Não avançou      | Não avançou          | Não avançou | Não avançou          | Não avançou | [ 17 ] |
| Ioannis Hatzisarantos | Sabre individual   | URS Nazlymov D 3–5 POL Majewski D 4–5 FRA Bena D 1–5 CUB Ortiz D 0–5 MEX Leal V 5–4                     | 5º (Gr. 8)    | Não avançou                                                                                      | Não avançou  | Não avançou          | Não avançou      | Não avançou          | Não avançou | Não avançou          | Não avançou | [ 18 ] |

### Halterofilismo
Masculino
| Atleta                    | Evento   | Desenvolvimento | Desenvolvimento | Arranco | Arranco | Arremesso | Arremesso | Total | Pos. | Ref.   |
| Atleta                    | Evento   | Result.         | Pos.            | Result. | Pos.    | Result.   | Pos.      | Total | Pos. | Ref.   |
| ------------------------- | -------- | --------------- | --------------- | ------- | ------- | --------- | --------- | ----- | ---- | ------ |
| Eleftherios Stefanoudakis | –67,5 kg | 117,5           | 20º             | 120,0   | =9º     | 142,5     | =17º      | 380,0 | 17º  | [ 19 ] |
| Panagiotis Spyrou         | –75 kg   | 145,0           | =12º            | 117,5   | =17º    | 167,5     | 10º       | 430,0 | 12º  | [ 20 ] |
| Christos Iakovou          | –82,5 kg | 170,0           | 2º              | 137,5   | 8º      | 182,5     | =6º       | 490,0 | 5º   | [ 21 ] |
| Nikos Iliadis             | –90 kg   | 155,0           | 11º             | 135,0   | =12º    | 180,0     | =9º       | 470,0 | 11º  | [ 22 ] |

### Lutas
Masculino
| Atleta                  | Evento              | Fase 1               | Fase 2               | Fase 3                | Fase 4                 | Fase 5               | Fase final           | Fase final       | Ref.   |
| Atleta                  | Evento              | Adversário Resultado | Adversário Resultado | Adversário Resultado  | Adversário Resultado   | Adversário Resultado | Adversário Resultado | Pos.             | Ref.   |
| ----------------------- | ------------------- | -------------------- | -------------------- | --------------------- | ---------------------- | -------------------- | -------------------- | ---------------- | ------ |
| Sotiris Ventas          | Greco-romana −48 kg | FIN Hirvonen D RD    | POL Szczepański V F  | ITA Calafiore D F     | Não avançou            | Não avançou          | Não avançou          | Não avançou      | [ 23 ] |
| Vasilios Ganotis        | Greco-romana −52 kg | POR Duarte V F       | TUR Tren E DR        | MEX Jiménez V F       | HUN Doncsecz D F       | Não avançou          | Não avançou          | Não avançou      | [ 24 ] |
| Othon Moskhidis         | Greco-romana −57 kg | EGY Sayed V WO       | TCH Neckář D RD      | MGL Damdinsharav E DR | URS Kazakov D F        | Não avançou          | Não avançou          | Não avançou      | [ 25 ] |
| Stelios Mygiakis        | Greco-romana −62 kg | AFG Ebrahimi V F     | SUI Tanner V F       | POL Lipień D F        | URS Megrelishvili V RD | BUL Markov D RD      | Não avançou          | Não avançou      | [ 26 ] |
| Sotirios Nakos          | Greco-romana −68 kg | IRI Dalirian D RD    | POL Supron D F       | Não avançou           | Não avançou            | Não avançou          | Não avançou          | Não avançou      | [ 27 ] |
| Petros Galaktopoulos    | Greco-romana −74 kg | BEL Bens V F         | URS Igumenov E DR    | AUT Berger V RD       | FIN Tapio V F          | —                    | TCH Mácha D RD       | Medalha de prata | [ 28 ] |
| Georgios Hatziioannidis | Livre −57 kg        | USA Sanders D F      | ROC Hsu C-h V F      | POL Żedzicki D F      | Não avançou            | Não avançou          | Não avançou          | Não avançou      | [ 29 ] |
| Panagiotis Koutsoupakis | Livre −62 kg        | GUA Burge D F        | MEX Martínez V RD    | IRI Abbasi D RD       | Não avançou            | Não avançou          | Não avançou          | Não avançou      | [ 30 ] |
| Stefanos Ioannidis      | Livre −68 kg        | FRA Carbasse V F     | GDR Schröder V RD    | USA Gable D F         | POL Cieślak E DR       | Não avançou          | Não avançou          | Não avançou      | [ 31 ] |

### Natação
Masculino
| Atleta                   | Evento          | Eliminatórias | Eliminatórias | Semifinal   | Semifinal   | Final       | Final       | Ref.   |
| Atleta                   | Evento          | Tempo         | Pos.          | Tempo       | Pos.        | Tempo       | Pos.        | Ref.   |
| ------------------------ | --------------- | ------------- | ------------- | ----------- | ----------- | ----------- | ----------- | ------ |
| Dimitrios Theodoropoulos | 400 m livre     | 4:30.54       | 42º           | —           | —           | Não avançou | Não avançou | [ 32 ] |
| Dimitrios Theodoropoulos | 1500 m livre    | DSQ           | DSQ           | —           | —           | Não avançou | Não avançou | [ 33 ] |
| Theodoros Koutoumanis    | 100 m peito     | 1:12.05       | 40º           | Não avançou | Não avançou | Não avançou | Não avançou | [ 34 ] |
| Theodoros Koutoumanis    | 200 m peito     | DNS           | DNS           | —           | —           | Não avançou | Não avançou | [ 35 ] |
| Dimitrios Karydis        | 100 m borboleta | 1:00.06       | 26º           | Não avançou | Não avançou | Não avançou | Não avançou | [ 36 ] |

Feminino
| Atleta          | Evento       | Eliminatórias | Eliminatórias | Semifinal   | Semifinal   | Final       | Final       | Ref.   |
| Atleta          | Evento       | Tempo         | Pos.          | Tempo       | Pos.        | Tempo       | Pos.        | Ref.   |
| --------------- | ------------ | ------------- | ------------- | ----------- | ----------- | ----------- | ----------- | ------ |
| Eleni Avlonitou | 400 m livre  | 4:52.10       | 26º           | —           | —           | Não avançou | Não avançou | [ 37 ] |
| Eleni Avlonitou | 800 m livre  | 10:10.88      | 34º           | —           | —           | Não avançou | Não avançou | [ 38 ] |
| Eleni Avlonitou | 200 m medley | 2:39.10       | 40º           | —           | —           | Não avançou | Não avançou | [ 39 ] |
| Eleni Avlonitou | 400 m medley | 5:32.49       | 35º           | —           | —           | Não avançou | Não avançou | [ 40 ] |
| Mairi Ioannidou | 100 m peito  | 1:21.70       | 36º           | Não avançou | Não avançou | Não avançou | Não avançou | [ 41 ] |
| Mairi Ioannidou | 200 m peito  | 2:53.53       | 31º           | —           | —           | Não avançou | Não avançou | [ 42 ] |

### Polo aquático
| Fase preliminar      | Fase preliminar      | Fase preliminar              | Fase preliminar         | Fase preliminar      | Fase preliminar | Fase final           | Fase final           | Fase final           | Fase final           | Fase final           | Fase final | Ref.   |
| Adversário Resultado | Adversário Resultado | Adversário Resultado         | Adversário Resultado    | Adversário Resultado | Pos.            | Adversário Resultado | Adversário Resultado | Adversário Resultado | Adversário Resultado | Adversário Resultado | Pos.       | Ref.   |
| -------------------- | -------------------- | ---------------------------- | ----------------------- | -------------------- | --------------- | -------------------- | -------------------- | -------------------- | -------------------- | -------------------- | ---------- | ------ |
| AUS Austrália E 7–7  | HUN Hungria D 1–6    | FRG Alemanha Ocidental D 3–8 | NED Países Baixos D 2–6 | —                    | 5º (Gr. B)      | Não avançou          | Não avançou          | Não avançou          | Não avançou          | Não avançou          | =13º       | [ 43 ] |

Equipe
- Dimitrios Konstas
- Georgios Theodorakopoulos
- Evangelos Voultsos
- Kyriakos Iosifidis
- Dimitrios Kougevetopoulos
- Periklis Damaskos
- Thomas Karalogos
- Ioannis Karalogos
- Efstathios Sarantos
- Ioannis Palios
- Panagiotis Mikhalos

### Tiro
| Atleta               | Evento                | Final  | Final | Ref.   |
| Atleta               | Evento                | Pontos | Pos.  | Ref.   |
| -------------------- | --------------------- | ------ | ----- | ------ |
| Dimitrios Kotronis   | Pistola livre 50 m    | 539    | 38º   | [ 44 ] |
| Ioannis Skarafingas  | Carabina deitado 50 m | 593    | 26º   | [ 45 ] |
| Lambis Manthos       | Carabina deitado 50 m | 593    | 27º   | [ 45 ] |
| Lakis Georgiou       | Skeet                 | 192    | 8º    | [ 46 ] |
| Panagiotis Xanthakos | Skeet                 | 190    | 21º   | [ 46 ] |

### Vela
| Atleta                                                | Evento          | Regatas | Regatas | Regatas | Regatas | Regatas | Regatas | Regatas | Pontos | Pos.             | Ref.   |
| Atleta                                                | Evento          | 1       | 2       | 3       | 4       | 5       | 6       | 7       | Pontos | Pos.             | Ref.   |
| ----------------------------------------------------- | --------------- | ------- | ------- | ------- | ------- | ------- | ------- | ------- | ------ | ---------------- | ------ |
| Ilias Hatzipavlis                                     | Finn            | 2       | 9       | 8       | 10      | 4       | DNF     | 9       | 71     | Medalha de prata | [ 47 ] |
| Ioannis Giapalakis Ioannis Kiousis Panagiotis Mikhail | Dragon          | 13      | 7       | 10      | 18      | 17      | 14      | —       | 91     | 17º              | [ 48 ] |
| Anastasios Vatistas Antonios Bonas Khristos Bonas     | Flying Dutchman | 17      | 20      | 10      | DNF     | DNF     | 17      | 9       | 137    | 22º              | [ 49 ] |

Legenda
| Recorde mundial      | Recorde mundial (World record)               |                       | Recorde africano                      | Recorde africano (African) |                                           | Q | Classificado por posição (Qualified) |
| Recorde olímpico     | Recorde olímpico (Olympic record)            | Recorde da América    | Recorde da América (Americas)         | q                          | Classificado por melhor tempo (Qualified) |   |                                      |
| Melhor marca do ano  | Melhor marca do ano (World leading)          | Recorde asiático      | Recorde asiático (Asian)              | DNS                        | Não largou (Did not start)                |   |                                      |
| Recorde nacional     | Recorde nacional (National record)           | Recorde europeu       | Recorde europeu (European)            | DNF                        | Não terminou (Did not finish)             |   |                                      |
| Recorde pessoal      | Recorde pessoal do atleta (Personal best)    | Recorde da Oceania    | Recorde da Oceania (Oceania)          | DSQ / DQ                   | Desclassificado (Disqualified)            |   |                                      |
| Recorde da temporada | Recorde da temporada do atleta (Season best) | Recorde sul-americano | Recorde sul-americano (South America) | NM                         | Sem marca (No mark)                       |   |                                      |

| M   | Regata da Medalha da qual só participam os dez primeiros colocados das regatas anteriores  |  |  | CAN | Regata cancelada |
| BFD | Desclassificado por bandeira preta (Black Flag Disqualified)                               |  |  |     |                  |
| UFD | Desclassificado por bandeira "U" (U Flag Disqualified)                                     |  |  |     |                  |
| OCS | Largada queimada (On the Course Side of the starting line)                                 |  |  |     |                  |
| DNE | Desclassificação sem eliminação (infração a um item do regulamento da prova – Did Not End) |  |  |     |                  |